# Anyphops basutus
Espèce
Synonymes
- Selenops basutus Pocock, 1901

Anyphops basutus est une espèce d'araignées aranéomorphes de la famille des Selenopidae.

## Distribution
Cette espèce se rencontre au Lesotho et en Afrique du Sud.

## Description
La femelle holotype mesure 18 mm.

## Systématique et taxinomie
Cette espèce a été décrite sous le protonyme Selenops basutus par Pocock en 1901. Elle est placée dans le genre Anyphops par Benoit en 1968.

## Étymologie
Son nom d'espèce lui a été donné en référence au lieu de sa découverte, le Basutoland.

## Publication originale
- Pocock, 1901 : « Descriptions of some new African Arachnida. » Annals and Magazine of Natural History, sér. 7, vol. 7, p. 284-288 (texte intégral).